# Ádám Gerzson
Ádám Gerzson, írói álnevein: Földi N., Mihályfi (Izsák, 1832. február 22. – Nagykőrös, 1906. augusztus 9.) irodalomtörténész, pedagógus.

## Élete
Fiatalon nemzetőr volt az 1848–49-es forradalom és szabadságharcban. 1850 és 1853 között a debreceni református kollégiumban jogot, majd teológiát hallgatott. 1854–55-ben Szepesfelkán volt nevelő, majd 1855-ben letette első lelkészi vizsgáját, 1862-ben a másodikat. 1856-tól tizennyolc évig tanított a nagykőrösi református főgimnáziumban, 1874 és 1902 között igazgatóként, és közben a tübingeni és a zürichi egyetemeken is tanult. 1871-ben magyar–latin szakos tanári oklevelet szerzett.

## Főbb művei
- A nagykőrösi ev. református főgimnázium története (Joó Imrével). Nagykőrös, 1896.
- A nagykőrösi Athenás, vagy a nagykőrösi írók élete. Nagykőrös, 1904.